# Baia di Saint-Brieuc
La baia di Saint-Brieuc è una baia della Manica situata lungo la costa settentrionale della Bretagna in Francia.

## Descrizione
La baia si estende per 800 km2 tra l'arcipelago di Bréhat e il capo Fréhel.
La baia di Saint-Brieuc è la quinta baia del modo per l'ampiezza delle sue maree (più di 13 metri di marnatura). In particolari condizioni il mare si ritira anche di sette chilometri.
Il centro della città di Saint-Brieuc sorge a poca distanza dalle coste della baia.